# Jim Eadie (Politiker)

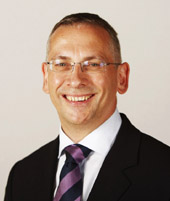
Jim Eadie

Jim Eadie (* 10. Februar 1968) ist ein schottischer Politiker und Mitglied der Alba Party.

## Leben
Eadie besuchte die Waverley Secondary School und studierte anschließend an der Universität von Strathclyde. Er war danach unter anderem für das Royal College of Nursing und Scottish Television (STV) tätig. 2002 wurde Eadie Vorsitzender des schottischen Ablegers der britischen Handelsvereinigung der pharmazeutischen Industrie ABPI. Seit 2008 arbeitet er als selbstständiger Berater.

## Politischer Werdegang
Erstmals trat Eadie bei den Parlamentswahlen 2011 zu nationalen Wahlen an. In seinem Wahlkreis Edinburgh Southern errang er auf Anhieb den höchsten Stimmenanteil und löste damit den Liberaldemokraten Mike Pringle ab, der das Mandat des Vorgängerwahlkreises Edinburgh South bei den vorhergehenden beiden Wahlen für sich erringen konnte. In der Folge zog Eadie erstmals in das Schottische Parlament ein. Bei den Wahlen 2016 verlor er sein Mandat an den Labour-Kandidaten Daniel Johnson.
Bei den vorgezogenen Unterhauswahlen 2017 bewarb sich Eadie um das Mandat des Wahlkreises Edinburgh South. Er konnte sich jedoch nicht gegen den amtierenden Labour-Kandidaten Ian Murray durchsetzen.